# ドートリッシュ法
ドートリッシュ法（ドートリッシュほう）とは、火薬の爆速を測定する方法の一種である。
鋼管に資料を装填して導爆線と鉄板を使用して二点間の平均爆速を測定する方式である。測定を行うのに電子機器を必要としないため古くから用いられていた測定法であるが現在ではほとんど使用されていない。

## JIS規格
- 規格番号：JISK4810[1]
- 規格名称：火薬類性能試験方法

## 測定機材
- 鋼管は内径35ミリ肉厚3ミリの物を使用して、一端をクラフト紙など適当な物で密閉して反対側は鋼板を溶接するか螺旋こむかして完全に塞ぐ
- 導爆線は爆速度が判明している物を120センチにして使用する。
- 起爆には6号雷管を使用する。
- 測定に使用する鉛板は厚さ10ミリ、長さ180ミリ、幅60ミリとする。
- 鋼管に試料となる爆薬を詰めて、鋼管の二点間の距離を正確に10センチに取り導爆線の両端を試料内に10ミリ垂直に挿入する。
- 導爆線の中心に測定に使用する鉛板を取り付ける。

## 測定法

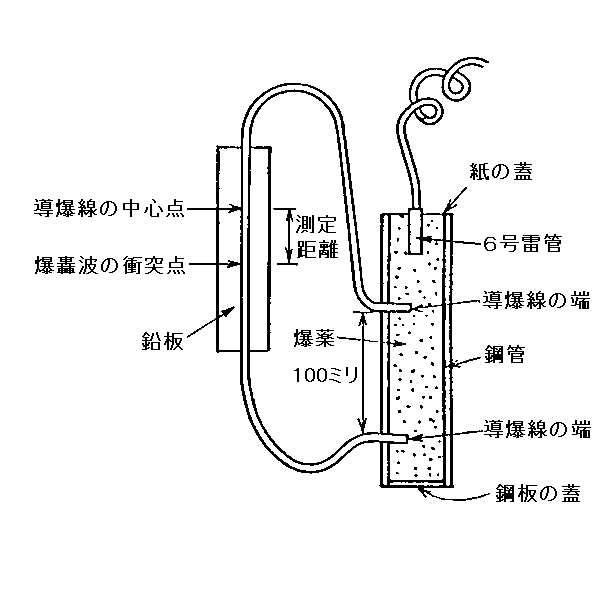
概要図

雷管により起爆すると鉛板上に爆轟波の衝突点の跡が残るので、導爆線の中心点との距離を測る。
測定結果を元に以下の式に当てはめて爆速を求める。
爆速＝(導爆線の爆速×10)÷(2×測定距離)